# پتروفکا (رود)
پتروفکا (انگلیسی: Petrůvka) رودی است که در مرز میان کشورهای لهستان و جمهوری چک واقع شده‌است.